# Kyrrhos (Makedonien)
Kyrrhos (altgriechisch Κύρρος, lateinisch Cyrrhus) war eine antike Stadt in Makedonien. Sie liegt beim heutigen Aravissos zwischen Pella und Edessa.
Kyrrhos bestand schon im 5. Jahrhundert v. Chr. Nach Diodor wollte Alexander der Große laut einer Anordnung seines Testaments hier einen riesigen Tempel der Artemis errichtet wissen. Plinius erwähnt die Stadt. Im 5. Jahrhundert n. Chr. wurde die Stadt von den Goten erobert; Theodemir, der Vater Theoderichs des Großen, starb dort. Unter Justinian I. wurde die Stadt befestigt.
Der Astronom und Architekt Andronikos von Kyrrhos stammte von dort.